# José Ballivián
Pour les articles homonymes, voir Ballivián.
José Ballivián y Segurola (né à La Paz le 5 mai 1805 mort à Rio de Janeiro le 6 octobre 1852) est un général et un homme d'État bolivien. Il repousse une invasion péruvienne à la bataille d'Ingavi en 1841 et devient président de Bolivie le 27 septembre de cette même année jusqu'à sa chute le 23 décembre 1847.

## Biographie
En tant que 9e président de la Bolivie, il prolonge la politique de l'ancien président Andrés de Santa Cruz, notamment l'ouverture et le développement de l'Est (Oriente) du pays. Il crée ainsi le département de Beni en 1842 et encourage les explorations menées par José Agustin Palacios de 1844 à 1846.